# Championnats du monde juniors de patinage artistique 1998
Navigation
Édition précédente Édition suivante
Les Championnats du monde juniors de patinage artistique 1998 ont lieu du 30 novembre au 7 décembre 1997 au Harbour Station de Saint-Jean dans le Nouveau-Brunswick au Canada.

## Qualifications
Les patineurs sont éligibles à l'épreuve s'ils représentent une nation membre de l'Union internationale de patinage (International Skating Union en anglais) et s'ils ont atteint l'âge de 13 ans et pas encore 19 ans avant le 1er juillet 1997, sauf pour les messieurs qui participent au patinage en couple et à la danse sur glace où l'âge maximum est de 21 ans. Les fédérations nationales sélectionnent leurs patineurs en fonction de leurs propres critères.
Sur la base des résultats des championnats du monde juniors 1997, l'Union internationale de patinage autorise chaque pays à avoir de une à trois inscriptions par discipline.
| Nombre d'inscriptions                                             | Messieurs                                        | Dames                          | Couples                          | Danse sur glace                                 |
| ----------------------------------------------------------------- | ------------------------------------------------ | ------------------------------ | -------------------------------- | ----------------------------------------------- |
| 3                                                                 | Japon Russie                                     | Japon Russie États-Unis        | France Russie Ukraine États-Unis | Russie                                          |
| 2                                                                 | Canada Chine Corée du Sud Royaume-Uni États-Unis | Autriche France Suisse Ukraine | Canada Royaume-Uni               | France Italie Pologne Suisse Ukraine États-Unis |
| Si non répertorié ci-dessus, une seule inscription est autorisée. |                                                  |                                |                                  |                                                 |

Pour la sixième année, l'Union internationale de patinage impose une ronde des qualifications pour les catégories individuelles masculine et féminine. Les qualifications sont divisées en deux groupes A et B. Pour ces mondiaux juniors 1998, le top 15 de chaque groupe accède au programme court, puis le top 24 accède au programme libre. Les scores des qualifications ne comptent pas pour le score final.

## Podiums
| Épreuves                            | Or                                 | Argent                              | Bronze                                  |
| ----------------------------------- | ---------------------------------- | ----------------------------------- | --------------------------------------- |
| Messieurs résultats détaillés       | Derrick Delmore                    | Sergei Davydov                      | Li Yunfei                               |
| Dames résultats détaillés           | Julia Soldatova                    | Elena Ivanova                       | Viktoria Volchkova                      |
| Couples résultats détaillés         | Julia Obertas / Dmytro Palamarchuk | Svetlana Nikolaeva / Alexei Sokolov | Victoria Maxiuta / Vladislav Zhovnirski |
| Danse sur glace résultats détaillés | Jessica Joseph / Charles Butler    | Federica Faiella / Luciano Milo     | Oksana Potdykova / Denis Petukhov       |

## Tableau des médailles
| Rang  | Nation     | Or | Argent | Bronze | Total |
| ----- | ---------- | -- | ------ | ------ | ----- |
| 1     | États-Unis | 2  | 0      | 0      | 2     |
| 2     | Russie     | 1  | 3      | 3      | 7     |
| 3     | Ukraine    | 1  | 0      | 0      | 1     |
| 4     | Italie     | 0  | 1      | 0      | 1     |
| 5     | Chine      | 0  | 0      | 1      | 1     |
| Total | Total      | 4  | 4      | 4      | 12    |

## Détails des compétitions
Pour la saison 1997/1998, les calculs des points se font selon la méthode suivante :
- chez les Messieurs, les Dames et les Couples artistiques (0.5 point par place pour le programme court, 1 point par place pour le programme libre)
- en danse sur glace (0.4 point par place pour les deux danses imposées, 0.6 point par place pour la danse originale, 1 point par place pour la danse libre)

### Messieurs
| Rang                                        | Nom                   | Nation       | Qualif. A | Qualif. B | Points | Prog. court | Prog. libre |
| ------------------------------------------- | --------------------- | ------------ | --------- | --------- | ------ | ----------- | ----------- |
| 1                                           | Derrick Delmore       | États-Unis   |           | 1         | 1.5    | 1           | 1           |
| 2                                           | Sergei Davydov        | Russie       | 1         |           | 3.5    | 3           | 2           |
| 3                                           | Li Yunfei             | Chine        | 2         |           | 4.0    | 2           | 3           |
| 4                                           | Ilia Klimkin          | Russie       |           | 2         | 7.0    | 6           | 4           |
| 5                                           | Ivan Dinev            | Bulgarie     | 10        |           | 7.0    | 4           | 5           |
| 6                                           | Hiraike Taijin        | Japon        |           | 11        | 9.5    | 7           | 6           |
| 7                                           | Li Chengjiang         | Chine        |           | 6         | 11.0   | 8           | 7           |
| 8                                           | Juraj Sviatko         | Slovaquie    | 8         |           | 12.5   | 9           | 8           |
| 9                                           | Vitali Danilchenko    | Ukraine      |           | 9         | 12.5   | 5           | 10          |
| 10                                          | Lukáš Rakowski        | Tchéquie     | 3         |           | 14.0   | 10          | 9           |
| 11                                          | Emanuel Sandhu        | Canada       |           | 3         | 18.0   | 12          | 12          |
| 12                                          | Ben Ferreira          | Canada       | 11        |           | 18.5   | 15          | 11          |
| 13                                          | Alan Street           | Royaume-Uni  |           | 7         | 22.0   | 18          | 13          |
| 14                                          | Alexei Kozlov         | Estonie      |           | 8         | 23.5   | 17          | 15          |
| 15                                          | Matthew Davies        | Royaume-Uni  | 4         |           | 24.0   | 16          | 16          |
| 16                                          | David Jäschke         | Allemagne    |           | 5         | 24.0   | 14          | 17          |
| 17                                          | Vincent Restencourt   | France       | 5         |           | 24.5   | 21          | 14          |
| 18                                          | Lee Kyu-hyun          | Corée du Sud | 7         |           | 24.5   | 13          | 18          |
| 19                                          | Alexei Gruber         | Israël       |           | 13        | 29.0   | 20          | 19          |
| 20                                          | Angelo Dolfini        | Italie       | 9         |           | 30.0   | 22          | 19          |
| 21                                          | Vakhtang Murvanidze   | Géorgie      | 12        |           | 30.5   | 19          | 21          |
| 22                                          | Michael Amentas       | Australie    | 15        |           | 34.0   | 24          | 22          |
| 23                                          | Gregor Urbas          | Slovénie     |           | 14        | 34.5   | 23          | 23          |
| Abandon                                     | Yosuke Takeuchi       | Japon        |           | 4         |        | 11          |             |
| Patineurs éliminés après le programme court |                       |              |           |           |        |             |             |
| 25                                          | Christian Horvath     | Autriche     | 13        |           |        | 25          | NC          |
| 26                                          | Bartosz Domański      | Pologne      |           | 10        |        | 26          | NC          |
| 27                                          | Zoltán Tóth           | Hongrie      |           | 12        |        | 27          | NC          |
| 28                                          | Park Joon-ho          | Corée du Sud | 16        |           |        | 28          | NC          |
| 29                                          | Maurice Lim           | Pays-Bas     | 14        |           |        | 28          | NC          |
| 30                                          | Matthew van den Broek | Belgique     |           | 15        |        | 30          | NC          |
| Abandon                                     | Timothy Goebel        | États-Unis   | 6         |           |        |             | NC          |
| Patineurs éliminés après les qualifications |                       |              |           |           |        |             |             |
| 32                                          | Jose Alonso           | Mexique      |           | 16        |        | NC          | NC          |
| 33                                          | Miguel Alegre         | Espagne      | 17        |           |        | NC          | NC          |
| 33                                          | Edgar Grigoryan       | Arménie      |           | 17        |        | NC          | NC          |
| 35                                          | Panagiotis Markouizos | Grèce        | 18        |           |        | NC          | NC          |
| 35                                          | Balint Miklos         | Roumanie     |           | 18        |        | NC          | NC          |

### Dames
| Rang                                          | Nom                   | Nation         | Qualif. A | Qualif. B | Points | Prog. court | Prog. libre |
| --------------------------------------------- | --------------------- | -------------- | --------- | --------- | ------ | ----------- | ----------- |
| 1                                             | Julia Soldatova       | Russie         |           | 1         | 2.0    | 2           | 1           |
| 2                                             | Elena Ivanova         | Russie         | 2         |           | 2.5    | 1           | 2           |
| 3                                             | Viktoria Volchkova    | Russie         | 1         |           | 5.5    | 5           | 3           |
| 4                                             | Brittney McConn       | États-Unis     | 4         |           | 7.0    | 6           | 4           |
| 5                                             | Anna Jurkiewicz       | Pologne        | 5         |           | 9.5    | 9           | 5           |
| 6                                             | Chisato Shiina        | Japon          | 9         |           | 10.5   | 3           | 9           |
| 7                                             | Shelby Lyons          | États-Unis     | 7         |           | 11.5   | 11          | 6           |
| 8                                             | Yuka Kanazawa         | Japon          | 3         |           | 11.5   | 7           | 8           |
| 9                                             | Fanny Cagnard         | France         |           | 3         | 12.0   | 10          | 7           |
| 10                                            | Julia Lautowa         | Autriche       |           | 2         | 13.0   | 4           | 11          |
| 11                                            | Angela Nikodinov      | États-Unis     |           | 6         | 17.0   | 14          | 10          |
| 12                                            | Keyla Ohs             | Canada         |           | 14        | 18.0   | 12          | 12          |
| 13                                            | Anna Lundström        | Suède          | 10        |           | 21.5   | 15          | 14          |
| 14                                            | Júlia Sebestyén       | Hongrie        |           | 7         | 22.5   | 13          | 16          |
| 15                                            | Anina Fivian          | Suisse         |           | 5         | 23.0   | 20          | 13          |
| 16                                            | Andrea Diewald        | Allemagne      | 6         |           | 24.0   | 8           | 20          |
| 17                                            | Sara Lindroos         | Finlande       |           | 4         | 24.5   | 19          | 15          |
| 18                                            | Wang Huan             | Chine          | 13        |           | 25.5   | 17          | 17          |
| 19                                            | Shin Yea-ji           | Corée du Sud   |           | 12        | 29.0   | 22          | 18          |
| 20                                            | Anna Wenzel           | Autriche       |           | 10        | 29.5   | 21          | 19          |
| 21                                            | Georgina Papavasiliou | Royaume-Uni    |           | 9         | 31.0   | 16          | 23          |
| 22                                            | Christel Borghi       | Suisse         |           | 15        | 33.0   | 24          | 21          |
| 23                                            | Shirene Human         | Afrique du Sud |           | 13        | 33.0   | 18          | 24          |
| 24                                            | Idora Hegel           | Croatie        | 11        |           | 33.5   | 23          | 22          |
| Patineuses éliminées après le programme court |                       |                |           |           |        |             |             |
| 25                                            | Kaja Hanevold         | Norvège        |           | 8         |        | 25          | NC          |
| 26                                            | Mikkeline Kierkgaard  | Danemark       | 8         |           |        | 26          | NC          |
| 27                                            | Tina Svajger          | Slovénie       | 12        |           |        | 27          | NC          |
| 28                                            | Katerina Blohonova    | Tchéquie       |           | 11        |        | 28          | NC          |
| 29                                            | Michelle Kriz         | Australie      | 14        |           |        | 29          | NC          |
| 30                                            | Viktoria Dirko        | Biélorussie    | 15        |           |        | 30          | NC          |
| Patineuses éliminées après les qualifications |                       |                |           |           |        |             |             |
| 31                                            | Noemi Bedo            | Roumanie       | 16        |           |        | NC          | NC          |
| 31                                            | Ellen Mareels         | Belgique       |           | 16        |        | NC          | NC          |
| 33                                            | Anna Dimova           | Bulgarie       | 17        |           |        | NC          | NC          |
| 33                                            | Yoshie Onda           | Japon          |           | 17        |        | NC          | NC          |
| 35                                            | Konstantina Livanou   | Grèce          | 18        |           |        | NC          | NC          |
| 35                                            | Jessica Lim           | Pays-Bas       |           | 18        |        | NC          | NC          |
| 37                                            | Anna Neshcheret       | Ukraine        | 19        |           |        | NC          | NC          |
| 37                                            | Ivana Snopkova        | Slovaquie      |           | 19        |        | NC          | NC          |
| 39                                            | Maricarmen Szeszko    | Mexique        | 20        |           |        | NC          | NC          |
| 39                                            | Ana Jovanović         | RF Yougoslavie |           | 20        |        | NC          | NC          |
| Forfait                                       | Olga Boguslavska      | Lettonie       | NC        | NC        |        | NC          | NC          |

### Couples
| Rang | Nom                                      | Nation      | Points | Prog. court | Prog. libre |
| ---- | ---------------------------------------- | ----------- | ------ | ----------- | ----------- |
| 1    | Julia Obertas / Dmytro Palamarchuk       | Ukraine     | 3.0    | 4           | 1           |
| 2    | Svetlana Nikolaeva / Alexei Sokolov      | Russie      | 3.5    | 1           | 3           |
| 3    | Viktoria Maksiuta / Vladislav Zhovnirski | Russie      | 5.0    | 6           | 2           |
| 4    | Natalie Vlandis / Jered Guzman           | États-Unis  | 5.5    | 3           | 4           |
| 5    | Sabrina Lefrançois / Nicolas Osseland    | France      | 6.0    | 2           | 5           |
| 6    | Alena Maltseva / Oleg Popov              | Russie      | 9.5    | 7           | 6           |
| 7    | Jacinthe Larivière / Lenny Faustino      | Canada      | 9.5    | 5           | 7           |
| 8    | Tiffany Stiegler / Johnnie Stiegler      | États-Unis  | 13.0   | 8           | 9           |
| 9    | Pang Qing / Tong Jian                    | Chine       | 13.5   | 11          | 8           |
| 10   | Jaime O'Reilly / Clinton Petersen        | Canada      | 14.5   | 9           | 10          |
| 11   | Jaisa MacAdam / Garrett Lucash           | États-Unis  | 16.0   | 10          | 11          |
| 12   | Elena Kokhanevich / Vitaly Dubina        | Ukraine     | 18.5   | 13          | 12          |
| 13   | Aljona Savchenko / Dmitri Boenko         | Ukraine     | 19.0   | 12          | 13          |
| 14   | Jekaterina Nekrassova / Valdis Mintals   | Estonie     | 21.0   | 14          | 14          |
| 15   | Irina Galkina / Artem Knyazev            | Ouzbékistan | 22.5   | 15          | 15          |
| 16   | Aneta Kowalska / Łukasz Różycki          | Pologne     | 24.0   | 16          | 16          |
| 17   | Elisa Carenini / Ruben de Pra            | Italie      | 26.5   | 19          | 17          |
| 18   | Tatiana Zaharjeva / Jurijs Salmanovs     | Lettonie    | 26.5   | 17          | 18          |
| 19   | Irina Mladenova / Hristo Turlakov        | Bulgarie    | 28.0   | 18          | 19          |

### Danse sur glace
| Rang | Nom                                   | Nation       | Points | Danse imposée 1 | Danse imposée 2 | Danse originale | Danse libre |
| ---- | ------------------------------------- | ------------ | ------ | --------------- | --------------- | --------------- | ----------- |
| 1    | Jessica Joseph / Charles Butler       | États-Unis   | 2.8    | 2               | 1               | 2               | 1           |
| 2    | Federica Faiella / Luciano Milo       | Italie       | 3.2    | 1               | 2               | 1               | 2           |
| 3    | Oksana Potdykova / Denis Petukhov     | Russie       | 6.0    | 3               | 3               | 3               | 3           |
| 4    | Zita Gebora / Andras Visontai         | Hongrie      | 8.0    | 4               | 4               | 4               | 4           |
| 5    | Mélanie Espejo / Michael Zenezini     | France       | 9.0    | 5               | 5               | 5               | 4           |
| 6    | Gabriela Hrazska / Jiří Procházka     | Tchéquie     | 12.2   | 7               | 6               | 6               | 6           |
| 7    | Natalia Romaniuta / Daniil Barantsev  | Russie       | 14.6   | 9               | 8               | 7               | 7           |
| 8    | Alexandra Kauc / Filip Bernadowski    | Pologne      | 16.8   | 10              | 10              | 8               | 8           |
| 9    | Kristina Kobaladze / Oleg Voyko       | Ukraine      | 17.0   | 6               | 7               | 9               | 9           |
| 10   | Jamie Silverstein / Justin Pekarek    | États-Unis   | 19.4   | 8               | 9               | 10              | 10          |
| 11   | Olga Pogosian / Alexander Kirsanov    | Russie       | 22.0   | 11              | 11              | 11              | 11          |
| 12   | Laura Currie / Jeffrey Smith          | Canada       | 24.8   | 14              | 14              | 12              | 12          |
| 13   | Nelly Gourvest / Cédric Pernet        | France       | 25.8   | 13              | 12              | 13              | 13          |
| 14   | Margarita Toteva / Maksim Chabaline   | Bulgarie     | 27.4   | 12              | 13              | 14              | 14          |
| 15   | Sharon Hill / Andrew Hallam           | Royaume-Uni  | 30.6   | 15              | 15              | 16              | 15          |
| 16   | Rie Arikawa / Kenji Miyamoto          | Japon        | 31.4   | 16              | 16              | 15              | 16          |
| 17   | Viviane Steiner / Flavio Steiner      | Suisse       | 34.0   | 17              | 17              | 17              | 17          |
| 18   | Pia-Maria Gustafsson / Antti Grunlund | Finlande     | 36.0   | 18              | 18              | 18              | 18          |
| 19   | Miriam Sinzinger / Ingo Feinkerer     | Autriche     | 38.4   | 20              | 20              | 19              | 19          |
| 20   | Lindsay Gough / Jarrod Cook           | Australie    | 40.0   | 19              | 21              | 20              | 20          |
| 21   | Yang Tae-hwa / Lee Chuen-gun          | Corée du Sud | 42.4   | 22              | 22              | 21              | 21          |
| 22   | Kim Rolloos / Edwin Visser            | Pays-Bas     | 43.2   | 21              | 19              | 22              | 22          |
| 23   | Marina Timofejeva / Jevgeni Striganov | Estonie      | 46.0   | 23              | 23              | 23              | 23          |